# أليس براون (عداءة سريعة)
أليس براون (بالإنجليزية: Alice Brown)‏ هي عداءة سريعة أمريكية، ولدت في 20 سبتمبر 1960 في جاكسون في الولايات المتحدة.

## وصلات خارجية
- أليس براون على موقع الاتحاد الدولي لألعاب القوى (الإنجليزية)
- أليس براون على موقع اللجنة الأولمبية الدولية (الإنجليزية)
- أليس براون على موقع أوليمبيديا (الإنجليزية)